# A magyar irodalom története (Bodnár Zsigmond)
A Bodnár Zsigmond-féle A magyar irodalom története egy 19. század végi nagy magyar irodalomtörténeti szintézis.

## Jellemzői
A szerző 1891–1893-ben adta ki művének két kötetes művét, a harmadik kötete mindjárt az elején félben maradt. A magyar irodalom fejlődését a reformáció századától a nyelvújítás koráig vizsgálta művében. Középkori átpillantása inkább csak bevezetés-jellegű; a XVI. és XVII. század szellemi életének bemutatása igen alapos, a XVIII. századé már összevont; a XIX. század feldolgozásán szembeszökő, hogy a szerző kedvét vesztve kivonatosan dolgozik. Kortársai nem részesítették rendszerező fáradozását a megérdemelt méltánylásban, előfizetői lassanként elmaradtak, maga is kifáradt az anyagösszehordás és szövegolvasás sok fáradsága között.
Munkájának nagy érdeme, hogy önálló elme kisugárzása. A bölcselő szellemű szerző minden keze ügyébe kerülő régi könyvről elmondja véleményét, részletes tartalmi ismertetéseihez tanulságos megjegyzéseket csatol. Hibája, hogy a kompozíció iránt nincs érzéke, előre megállapított terv nélkül dolgozott, bőbeszédűsége igen nagy, jelentéktelen munkákat hosszadalmasan tárgyal, jelesebb alkotásokkal röviden foglalkozik, anyagelosztásában és ítéleteiben egyformán szeszélyes. Még nagyobb baja, hogy feldolgozását hullámelméletének igájába hajtja, az irodalmi jelenségeket szellemi törvényének szolgálatára kényszeríti, tetszése szerint élez ki vagy vet el világos tanúvallomású adatokat és jelenségeket. Az irodalomtörténeti kutatások addigi eredményeit csak hellyel-közzel értékesíti, számos igen fontos mozzanatot teljesen figyelmen kívül hagy, más dolgokat új felfedezésül tár olvasói elé, holott azokról irodalomtörténetíró-elődei már alaposabban írtak. Mindezek ellenére három évszázad irodalmi anyagának feltárásában nagy az érdeme. Két kötete egyes részleteiben időtállónak bizonyult.
A műnek fakszimile kiadása ugyan máig nincs, azonban két kötete elektronikus formában már elérhető: Első kötet Második kötet